# Göppingen
Göppingen är en stad i Landkreis Göppingen i regionen Stuttgart i Regierungsbezirk Stuttgart i förbundslandet Baden-Württemberg i Tyskland. Folkmängden uppgår till cirka 59 000 invånare. Staden är belägen cirka 35 km sydost om Stuttgart.
Staden ingår i kommunalförbundet Göppingen tillsammans med kommunerna Schlat, Wäschenbeuren och Wangen.
De första spåren av bosättning i området har lämnats av kelterna under Hallstattkulturen cirka 800 f.Kr.–480 f.Kr.

## Industri
Det företag man mest förknippar med orten är Märklin (Gebr. Märklin & Cie GmbH) som 1859 började producera leksaker gjutna i järn och av lackerad plåt. Idag är Märklin en av Europas största tillverkare av modelljärnvägsprodukter.

## Kända personer
- Jürgen Klinsmann, tysk fotbollsspelare och -tränare.